# Трусевич, Максимилиан Иванович
Максимилиа́н Ива́нович Трусе́вич (1863 — не ранее 1937) — русский государственный деятель, директор Департамента полиции, сенатор.

## Биография
Родился в семье потомственных дворян Черниговской губернии Трусевичей 3 июля 1863 года.
Окончил Императорское училище правоведения с чином коллежского секретаря (1885) и поступил на службу в Министерство юстиции кандидатом на судебные должности при прокуроре Санкт-Петербургской судебной палаты.
Чины: титулярный советник (1889), коллежский асессор (1890), надворный советник (1894), коллежский советник (1898), статский советник (1902), действительный статский советник (1905).
Затем занимал должности: секретаря при прокуроре Петербургской судебной палаты (1889), товарища прокурора Рижского окружного суда (1889—1899), товарища прокурора Санкт-Петербургского окружного суда (1899—1902), прокурора Новгородского окружного суда (1902—1904) и товарища прокурора Петербургской судебной палаты (1904—1906).
С июня 1906 года был директором Департамента полиции, успешно боролся с революционным терроризмом. 1 июля 1906 года Трусевич рассылает подчиненным секретные циркуляры о необходимости оперативно пресекать и подавлять любые призывы к новым восстаниям. Вскоре начинается масштабная работа по изменению структуры политического сыска в целом. Период с декабря 1906 года по февраль 1907 года оказался поворотным и самым насыщенным как в деле проведения внутренних реорганизаций в системе Департамента полиции, так и политического розыска в целом. Создаются новые учреждения политического сыска — районные охранные отделения, усиливается сеть охранных отделений. Была создана комиссия, которая должна была выработать предложения по пересмотру структуры и функций полиции в целом, известная в истории как «Комиссия сенатора Макарова по преобразованию полиции в Империи»". Были внесены коррективы в деятельность 1-го, 2-го, 3-го и 6-го делопроизводств и Особого отдела, а также создано новое, 4-е, делопроизводство. Трусевич подает министру внутренних дел записку «О реорганизации политического розыска в связи с усилением революционного движения в России». Анализ сложившейся ситуации привел его к выводу о том, что «образование противоправительственных центров стоит в несомненной зависимости от степени успешности борьбы с крамолой со стороны тех или других местных розыскных органов власти, причем революционеры избирают пунктами сосредоточения руководящих организаций обыкновенно те местности, в которых жандармские и полицейские учреждения высказывают более или менее постоянную неумелость или небрежность по выполнению своих обязанностей». В свете этого предлагалось «существенно изменить постановку политического расследования сообразно революционных фракций», создать несколько центральных розыскных органов и провести изменения в организации Особого отдела, работа которого строилась «по районам географического значения», что мешало ему «иметь ясное представление о деятельности партий». Также главой политического сыска был поставлен вопрос о кадрах, внутренней агентуре и наружном наблюдении и намечена программа действий, которая с согласия Столыпина стала проводиться в жизнь. Вместе с тем, представление об источниках опасности у Трусевича было специфическим: за многообразием антиправительственных сил он видел единый руководящий центр и в письме к варшавскому генерал-губернатору поклялся, что приложит все силы, дабы не допустить на территорию страны распространение международного масонского заговора с целью свержения монархии.
Помимо развития сети охранных отделений по территории империи Трусевич начинает деятельность по подбору кадров, вводя жандармских офицеров в Департамент полиции, сосредотачивая в одном органе всех, кто имел склонность к работе по политическому сыску и мог успешно руководить ею. Он так разъяснял свою кадровую политику: «В силу особых условий последнего времени и постепенного усовершенствования розыскного дела события выдвинули из подведомственных Департаменту учреждений целый ряд лиц, которые, специализировавшись в своих обязанностях, сделались ныне в силу обстоятельств, а отчасти и личных своих качеств, несомненно наиболее сведущими и опытными в сфере розыска и потому призваны теперь к занятию должностей начальников районных охранных отделений, невзирая на некоторое, быть может, несоответствие их чинов этому служебному положению. Однако же серьёзность переживаемого государством исторического момента, когда наряду с заботами высшего правительства об упорядочении государственного и общественного строя республиканские и оппозиционные элементы непрерывно ведут отчаянную по замыслу и приемам борьбу в видах разрушения существующих порядков, не допуская возможности ставить успех дела в зависимость от одного соответствия служебного положения отдельных представителей власти с существом возлагаемых на них прав и обязанностей, поэтому каждое преданное престолу и отечеству правительственное лицо должно забыть свои вытекающие из табели о рангах преимущества в тех случаях, когда существеннейшие интересы России вызывают необходимость принимать к руководству указания служебного опыта лиц, хотя и ниже стоящих в чинах, но специально подготовленных в данном деле. Рутина и споры из-за формальных условий дела ныне неуместны и должны уступить место живой работе и простору для способностей и энергии».
С 23 июня 1907 года Трусевич отправляется в заграничную командировку, чтобы на месте научить организацию полиции в Англии, Германии и Франции и перенять наиболее ценное из иностранного опыта. Особенно его интересовали вопросы организации местной полицейской службы и подготовки кадров. Сделанные наблюдения передаются в Комиссию сенатора Макарова, а в начале 1908 года руководитель политического сыска ходатайствует перед министром внутренних дел о создании в Департаменте полиции новых структурных частей — Инспекторского отдела и Уголовно-сыскной части. Два новых подразделения были созданы 12 марта 1908 года. Трусевич потребовал от подчиненных «составить особый сборник уставов всех революционных и профессиональных организаций». Он велел в июле 1908 года активизировать деятельность служб наружного наблюдения и внутренней агентуры и ускорить их разгром, способствуя радикализации их программ. Трусевич пытался разложить революционные организации изнутри (он наводнял их двойными агентами). Проведенный в этом отношении комплекс мер давал результаты и, в частности, московский и московский окружной комитеты РСДРП в период с июня 1907 г. по ноябрь 1910 г. подвергались разгрому 11 раз.
Что касается профсоюзного движения, то он стремился вывести его из-под влияния социал-демократов и в служебной записке указывал на «необходимость всестороннего обсуждения в Совете министров или Особом совещании отношения правительства к профессиональным союзам, в целях облегчения последним осуществления их задач законным путем и пресечения им возможности оказывать содействие революционным организациям».
За свою деятельность по руководству государственной безопасностью Трусевич 1 января 1907 г. был награждён орденом Св. Станислава 1-й степени, а через три дня в силу занимаемой должности был назначен представителем от Министерства внутренних дел в Особую комиссию для обсуждения мер против водворения в России оружия.
Начальник Московского охранного отделения полковник А. П. Мартынов характеризовал Трусевича: «Выше среднего роста, худощавый, исключительно элегантный шатен с тонкими чертами лица, чуть коротковатым тонким носом, щетинистыми усиками, умными, пронизывающими и несколько насмешливыми глазами и большим открытым лбом, Трусевич являл собою тип европейского светского человека. Он был живой, даже порывистый в движениях, без типично русских манер. Даже многочисленные недруги его никогда не отказывали ему в остроте мышления, знании дела и трудоспособности, докладывать ему дела, самые запутанные и сложные, было просто удовольствием, — он понимал все с полуслова. Трусевичу нельзя было подавать сущность дела с размазыванием подробностей, с подготовкой и разъяснением, как это часто приходилось делать с менее способными администраторами. Он схватывал сущность дела сразу и давал ясные указания. Он был по своему характеру замечательным мастером розыска, тонким психологом, легко разбиравшимся в людях. Политическая карьера его окончилась с выяснением роли Азефа и переменами в Министерстве… С его уходом правительство потеряло исключительного человека „на своем месте“. Я совершенно уверен, что ни до него, ни тем более, после него такого директора Департамента полиции российское правительство не имело»; Мартынов определяет Трусевича замечательным следователем в духе следователя по Достоевскому. Недоброжелательно настроенный к Трусевичу С. Ю. Витте писал: «С этим Трусевичем я довольно близко познакомился в тот день, когда у меня была в доме обнаружена адская машина. Тогда он приезжал и очень интересовался этим делом, у меня завтракал, и я сразу понял, что Трусевич — человек, которому доверять нельзя. Это тип полицейского сыщика-провокатора». Генерал-лейтенант В. Ф. Джунковский, занимавший пост товарища министра внутренних дел, характеризовал Трусевича как «тип полицейского сыщика-провокатора, принесшего много вреда в делах политического розыска». Товарищ министра внутренних дел П. Г. Курлов отмечал, что «у М. И. Трусевича нельзя отнять ума и даже таланта; работал он быстро и решительно, но этой решительности недоставало надлежащего спокойствия, а подчас даже и необходимой продуманности».
В бытность директором Департамента полиции завел у себя дома механическую мастерскую и, увлекшись этим делом, изучил слесарное, токарное и фрезерное производства на заводе Пека.
Трусевич стал жертвой административных интриг и подал в отставку с поста директора департамента. В марте 1909 года назначен сенатором, присутствующим в 1-м департаменте Сената — в чине тайного советника (1909).
В 1911—1912 годах по Высочайшему повелению производил сенаторскую ревизию Киевского охранного отделения после убийства в Киеве председателя Совета министров Столыпина. Трусевич провел расследование, и по его итогам по обвинению «в бездействии власти, имевшем особо важные последствия» было решено предать суду генерал-лейтенанта П. Г. Курлова, статского советника Веригина, полковника Спиридовича и подполковника Кулябко. В январе 1913 года, когда обвинительный акт был уже готов, Николай II внезапно приказал прекратить дело в отношении первых трех обвиняемых. Перед правосудием предстал один лишь подполковник Кулябко, осужденный на 16 месяцев, уменьшенных по высочайшему повелению до 4 месяцев.
По инициативе И. Г. Щегловитова 1 января 1917 года был назначен членом Государственного Совета. Входил в группу правых.
Занимался также географией Кавказа, предпринимал усилия по развитию альпинизма, писал и на религиозно-нравственные темы.
В ходе Февральской революции был арестован и лишен жалованья. До 10 августа 1917 года содержался в Трубецком бастионе, затем был освобождён комиссией по внесудебным расследованиям. В мае 1917 года опрашивался Чрезвычайной следственной комиссией Временного правительства.
С 1918 года жил в Сочи, занялся выпечкой и продажей пирожков, ремонтом швейных машин и, наконец, изучив портновское дело, занимался портновским ремеслом на дому (ул Пограничная, 5). 27 февраля 1921 года был арестован в Сочи, обвинен в сокрытии своего звания, 3 июня отправлен в Москву и заключен в Бутырскую тюрьму. Его дело было передано в Верховный Трибунал. Дело постановлением от 17 мая 1922 года было прекращено на том основании, что обвинение Трусевича в сокрытии звания не подтвердилось, а служба в должности директора Департамента полиции покрыта давностью и амнистиями. Затем Трусевич жил в Петрограде (Ленинграде), создал механическую мастерскую, которую передал артели «Красный металлист», работал старшим мастером в артели безработных инженеров при бирже труда. В 1924 году вновь был арестован и выслан из Ленинграда. Избрал местом жительства Ярославскую губернию, восстановил механический завод в селе Бурмакино, переданный местной артели кустарей-кузнецов. был назначен управляющим заводом для массового производства хозяйственных принадлежностей. Вновь был арестован, но через месяц был освобожден, и с 1926 года жил в Перми, где, проработав некоторое время на заводе сельскохозяйственных машин, был принят в Лесоэкономическую экспедицию на работу в качестве счетовода и делопроизводителя, затем был приглашен для работ в Пермский биологический институт для организации библиотеки, развития обмена изданиями с научными учреждениями и составления научных каталогов, а также для переводов с иностранных языков. С 1930 года работал также в геоботанических экспедициях. 27 июля 1937 года был арестован в последний раз, став жертвой репрессий.

## Семья
Брат — врач Яков Иванович Трусевич.
М. И. Трусевич был женат на дочери статс-секретаря Государственного совета С. К. Тецнера Елизавете Сергеевне Тецнер (1891—?), падчерице И. Г. Щегловитова. Имел дочь 1915 года рождения.

## Награды
- Орден Святого Станислава 3-й ст. (1892);
- Орден Святой Анны 3-й ст. (1896);
- Орден Святого Станислава 2-й ст. (1899);
- Орден Святой Анны 2-й ст. (1903);
- Орден Святого Станислава 1-й ст. (1907);
- Орден Святой Анны 1-й ст. (1912);
- Орден Святого Владимира 2-й ст. (1914).
- медаль «В память коронации императора Александра III» (1883);
- медаль «В память 300-летия царствования дома Романовых».

## Комментарии
1. ↑  Венчание 8 января 1914 года в церкви при Министерстве юстиции в Санкт-Петербурге; поручители по женихе: действительный статский советник Михаил Викторович Волковицкий, коллежский секретарь Дмитрий Алексеевич Костомаров, по невесте: коллежский советник Всеволод Михайлович Бернацкий, надворный советник Андрей Михайлович Ону[15].